# حلف المدن العشرة

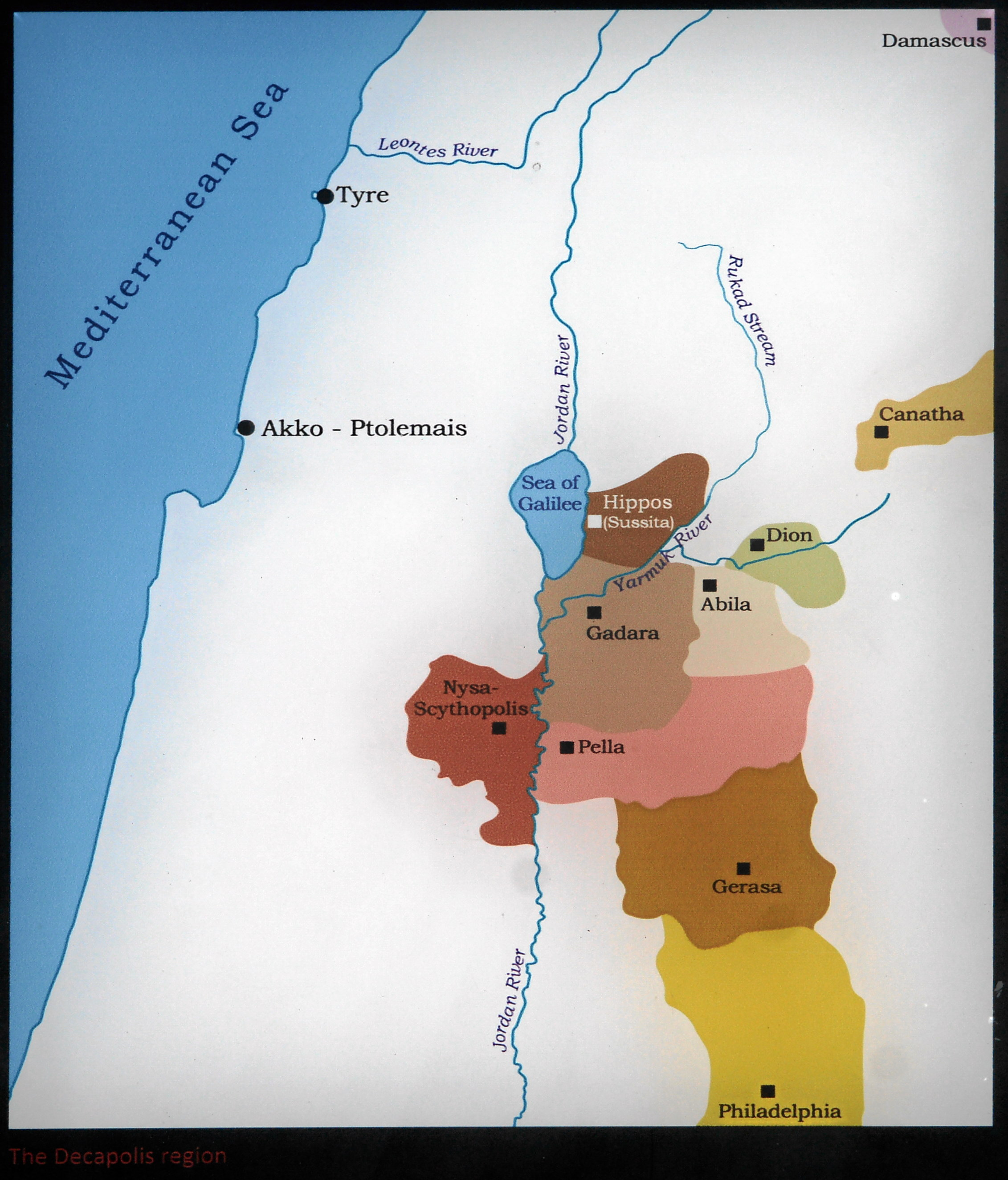
خارطة المدن العشرة

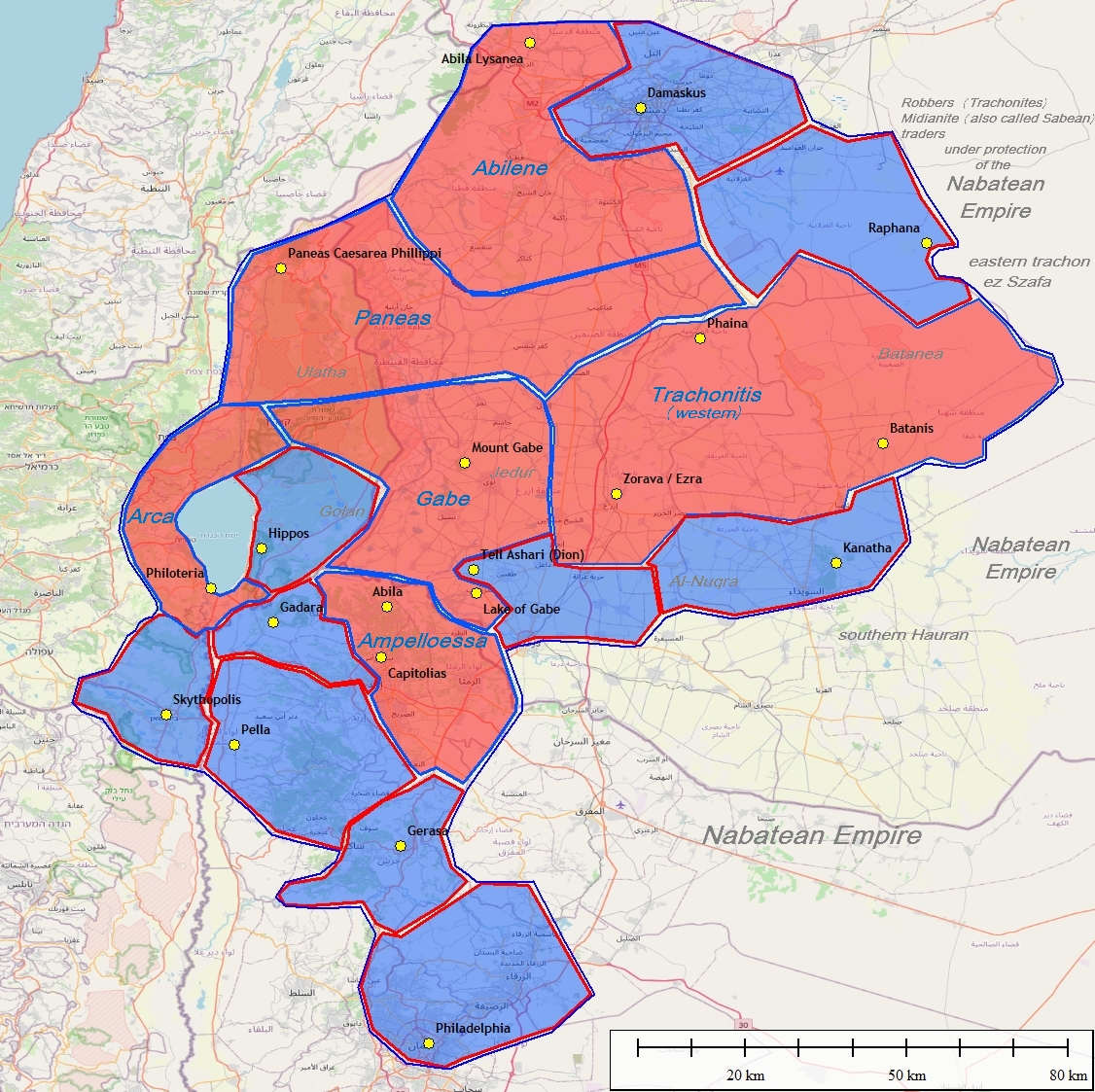
الديكابولس في زمن بلينوس تي. وقبل 106م

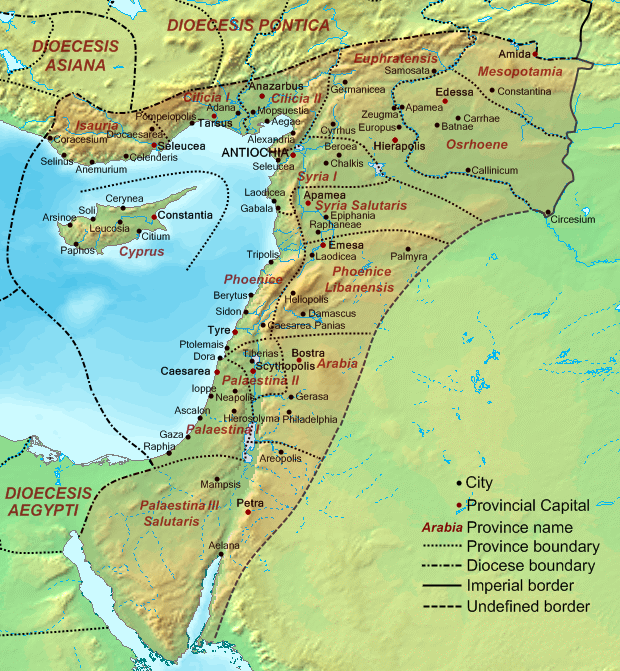
ولايات المشرق سنة 400

حلف المدن العشرة أو الديكابولس (باللاتينية: Decapolis) (باليونانية: Δεκάπολις) هو تحالف روماني أنشأه الجنرال بومبيوس الكبير عام 64 ق.م. ضم الحلف عشرة من أهم مدن منطقة بلاد الشام وكان الغرض منه الوقوف ضد نفوذ الأنباط في الجنوب. كانت هذه المدن تقع على الحدود الشرقية للإمبراطورية الرومانية في جنوب شرق بلاد الشام في القرنين الأول قبل الميلاد والأول بعد الميلاد. تعني كلمة “ديكا” العشر أما بوليس فتعني “المدن” ومجتمعة تعني المدن العشرة.
شكلت هذه المدن مجموعة بسبب لغتهم وثقافتهم وموقعهم ووضعهم السياسي، حيث كانت كل مدينة منهم وكأنها دولة مستقلة. توصف المدن أحيانا بأنها رابطة، على الرغم من أن بعض العلماء يعتقدون أنها لم يتم تنظيمها رسميا كوحدة سياسية. كانت مدن الديكابولس مركز للثقافة اليونانية والرومانية في منطقة كان يسكنها أشخاص يتحدثون اللغات السامية (الأنباط والآراميون والكنعانيون). في عهد الإمبراطور تراجان، وضعت المدن ضمن مقاطعة سوريا والمقاطعة العربية (العربية البترائية) وأضيفت العديد من المدن في وقت لاحق في مقاطعتي سوريا فلسطين وفلسطين الثانية. تقع معظم مدن حلف الديكابولس اليوم في الأردن، باستثناء دمشق وقنوات (في سوريا)، والحصن وبيسان (في فلسطين).

## المدن
هناك ما يصل إلى ثمانية عشر أو تسعة عشر مدينة يونانية رومانية أعتُبرت كجزء من الديكابوليس. وقد ذكر المؤرخ يوسيفوس فلافيوس أن مدينة سكيثوبوليس (بيسان) كانت أكبر المدن العشر. أسماء هذه المدن العشر اُخذت من موسوعة التاريخ الطبيعي للمؤرخ بلينيوس الأكبر. ضم التحالف في البداية 10 مدن (كما في الجدول من 1-10) ولاحقا أنضمت مدن أخرى للتحالف (11 و 12) كما في الجدول التالي:
|    | البلد           | الاسم الروماني        | الاسم الحالي                    |
| -- | --------------- | --------------------- | ------------------------------- |
| 1  | الأردن          | جراسا                 | جرش                             |
| 2  | الأردن          | فيلادلفيا             | عمان                            |
| 3  | الأردن          | جدارا                 | أم قيس                          |
| 4  | الأردن          | بيلا                  | طبقة فحل                        |
| 5  | الأردن          | أبيلا \| رافانا       | حرثا \| قويلبة                  |
| 6  | الأردن          | دايون \| ديوم \| ديون | ايدون \| تل الحصن               |
| 7  | فلسطين          | هيبوس \| سوسيتا       | الحصن \|خربة سوسة \| قلعة الحصن |
| 8  | فلسطين          | سكيثوبوليس            | بيسان                           |
| 9  | سوريا           |                       | دمشق                            |
| 10 | سوريا           | كناثا \| كاناثا       | قنوات                           |
|    | مدن انضمت لاحقا |                       |                                 |
| 11 | الأردن          | كابيتولياس            | بيت راس                         |
| 12 | الأردن          | كانثا                 | أم الجمال                       |

## التاريخ

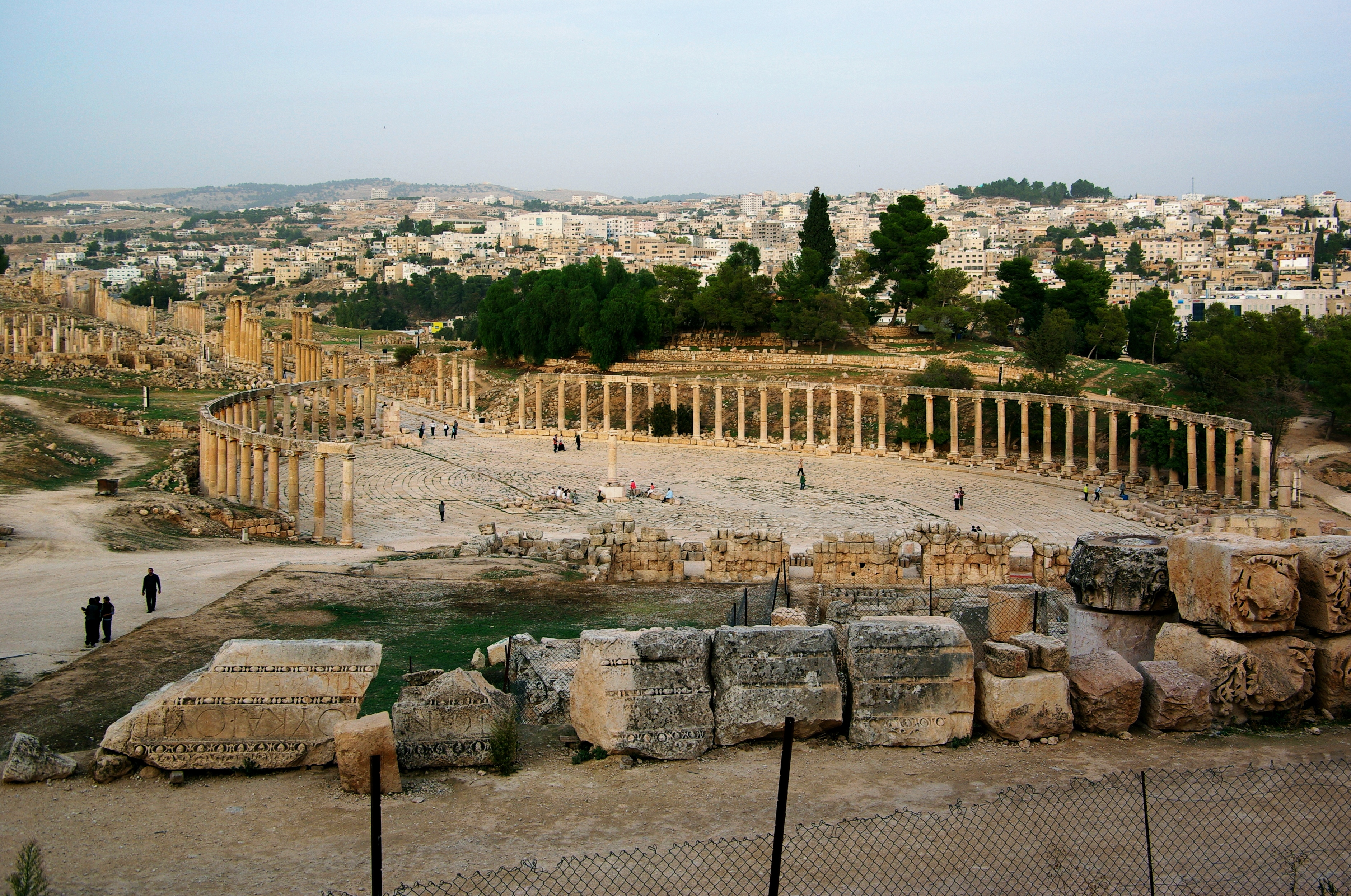
مدينة جراسا (جرش) حاليا في الأردن

### العصر الهلنستي
تأسست مدن حلف الديكابولس عمومًا خلال الفترة الهلنستية باستثناء دمشق، وتحديدا بين وفاة الإسكندر الأكبر عام 323 قبل الميلاد والغزو الروماني لسوريا الجوفاء ويهودا في عام 63 قبل الميلاد. هناك مدن تأسست في عهد سلالة البطالمة التي حكمت يهودا حتى عام 198 قبل الميلاد. وأخرى في وقت لاحق عندما حكمت السلالة السلوقية المنطقة. بعض مدن حلف الديكابولس تبدأ بكلمة (هيبوس) على سبيل المثال وهو ما يشير إلى الأصول السلوقية للمدينة. كانت المدن يونانية منذ تأسيسها، وبُنيت بنفس الطراز المعماري للمدن اليونانية.
تفاعلت في منطقة الديكابولس ثقافتان: ثقافة اليونانيين وثقافة السكان الأصليين (الأنباط والآراميون والكنعانيون). حدث الاختلاط الثقافي في مدن الديكابولس وعملت المدن كمراكز لنشر الثقافة اليونانية. وبدأت تسمية وعبادة بعض الآلهة في المدن باسم زيوس نسبة إلى الإله اليوناني الرئيسي زيوس. هناك أدلة على أن اليونانيين قاموا بعبادة الآله السامية الأخرى، بما في ذلك الآلهة الفينيقية وإله الأنباط الرئيسي ذو الشرى (الذي عُبد تحت اسمه الهيليني دوساريس) حيث يشهد على عبادة هذه الآلهة النقوش التي عُثر عليها في المدن.
في عام 63 قبل الميلاد غزا الإمبراطور الروماني بومبيوس الكبير شرق البحر الأبيض المتوسط. رحب سكان المدن الهيلينية ببومبيوس الكبير واعتبروه محررا لهم من مملكة الحشمونائيم اليهودية التي حكمت معظم المنطقة. عندما أعاد بومبيوس الكبير تنظيم المنطقة، منح مجموعة من هذه المدن الحكم الذاتي تحت الحماية الرومانية. وعلى مدى قرون، ظلت مدن الديكابولس تُأرخ للأحداث بالعودة إلى تاريخ 63 قبل الميلاد الذي أعتُبر بداية للتقويم وحساب للسنوات طوال عصر الإمبراطورية الرومانية والبيزنطية.

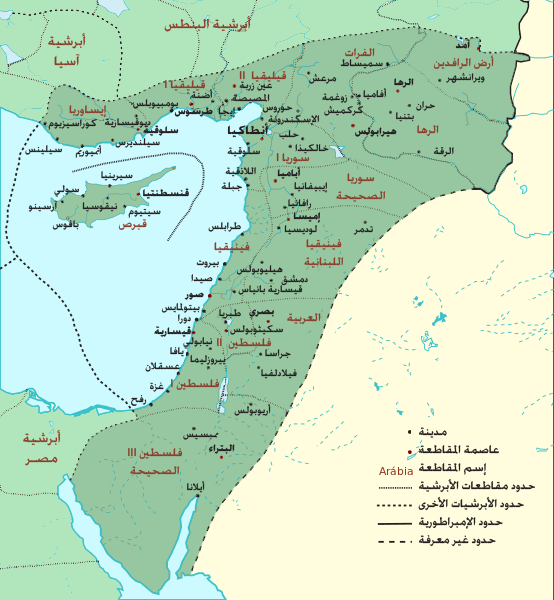
حدود المقاطعات في عام 400

### الحكم الذاتي في عهدروما
لم تكن مدن الديكابولس واقعة ضمن حدود أراضي مملكة هيروديان خلال الحكم الروماني للمنطقة، قد تكون هذه المملكة جاءت بعد عصر الربعية الهيرودية أو كانت واقعة ضمن حدود مقاطعة يهودا الرومانية. سُمح للمدن باستقلال سياسي كبير تحت الحماية الرومانية. كانت كل مدينة بمثابة دولة مدينة، مع سلطة قضائية على منطقة من الريف المحيط بها. قامت كل مدينة منهم بصك العملات المعدنية. حيث احتوت العديد من هذه العملات على عبارات مثل «مستقلة» أو «حرة» أو «ذات سيادة» أو «مقدسة»، والتي تشير نوعًا ما إلى حالة من الحكم الذاتي.
ترك الرومان بصمتهم الثقافية على جميع المدن. أعيد بناء كل واحدة من المدن في نهاية المطاف بشبكة من الشوارع على الطراز الروماني بناءا على كاردو مركزي و / أو ديكومانوس (الشارع العابر من الشرق إلى الغرب). قام الرومان ببناء العديد من المعابد والمباني العامة الأخرى. كانت عبادة الإمبراطور الروماني ممارسة شائعة جدًا في جميع أنحاء مدن الديكابولس وكانت واحدة من السمات المشتركة بين هذه المدن. كانت المعابد الصغيرة المكشوفة في الهواء الطلق (تسمى كاليبي)، من المباني المميزة في مدن الحلف والمنطقة عمومًا.
تمتعت المدن أيضًا بروابط تجارية قوية تعززها شبكة من الطرق الرومانية الجديدة. وربما كان ذلك هو السبب في اعتبار هذه المدن «اتحاد» أو «حلف». لم تكن مدن الديكابولس مجرد اتحاد سياسي أو اقتصادي؛ كانت على الأرجح مجموعة دول المدن التي تمتعت باستقلال ذاتي خاص خلال الحكم الروماني المبكر.

### الحكم الروماني المباشر
خضعت منطقة الديكابولس للحكم الروماني المباشر في عام 106 بعد الميلاد، عندما تم ضم المنطقة العربية البترائية في عهد الإمبراطور تراجان. قُسمت المدن بين العربية البترائية (مقاطعة الجديدة) ومقاطعة سوريا ويهودا. في الإمبراطورية الرومانية اللاحقة، قُسمت المدن بين مقاطعة العربية البترائية ومقاطعة فلسطين الثانية، حيث كانت مدينة سكيثوبوليس (بيسان حاليا) هي العاصمة؛ بينما أصبحت دمشق واقعة ضمن حدود مقاطعة فينيقيا سوريا. استمرت المدن في التميز عن جيرانها المدن الأخرى داخل المقاطعة الواحدة، على سبيل المثال من خلال استخدامها لتقويم بومبيوس الكبير واحتفاظهم بهويتهم الهلنستية. ومع ذلك، فإن حلف الديكابولس لم يعد له إدارة مركزية واحدة.
تأثرت منطقة الديكابولس الرومانية والبيزنطية بالمسيحية والتي بدأت بالإنتشار فيها بشكل تدريجي. كانت بعض المدن أكثر تقبلاً للدين الجديد من غيرها. كانت بيلا منطلقا لبعض قادة الكنيسة الأوائل (ذكر يوسابيوس أن الرسل هربوا إلى بيلا خوفا من الثورة اليهودية الأولى). بينما في مدن أخرى، استمرت الوثنية لفترة طويلة في العصر البيزنطي. لكن في النهاية، أصبحت المنطقة تدين بالمسيحية بالكامل تقريبًا، وكانت معظم المدن بمثابة مقاعد للأساقفة.
استمرت معظم المدن كحلف حتى أواخر العصور الرومانية والبيزنطية. بعض المدن تخلى عنها سكانها في السنوات التي أعقبت فتح فلسطين من قبل الخلافة الأموية في عام 641، لكن المدن الأخرى ظلت مأهولة بالسكان لفترة طويلة في العصر الإسلامي.

## الوضع الحالي
مدينة جرش (جراسا) ومدينة بيسان في فلسطين هي مدن يعيش فيها السكان اليوم بعد أن مرت بفترات من الهجر والتدهور. لم تفقد دمشق دورها البارز عبر التاريخ اللاحق. كانت فيلادلفيا مهجورة منذ فترة طويلة، ولكن تم إحياؤها في القرن التاسع عشر وأصبحت عاصمة الأردن تحت اسم عمان. حدد علم الآثار في القرن العشرين معظم المدن الأخرى في قائمة بلينيوس الأكبر، ولا يزال معظمها يخضع لعمليات تنقيب كبيرة.

## التطور والتنقيب
ولا تزال جرش (جراسا) وبيت شان (سكيثوبوليس) Bet She'an (Scythopolis) باقية كمدن اليوم، بعد فترات من الهجر أو التدهور الخطير. ولم تفقد دمشق دورها البارز طوال التاريخ اللاحق. لقد كانت فيلادلفيا مهجورة منذ فترة طويلة، ولكن تم إحياؤها في القرن التاسع عشر وأصبحت عاصمة الأردن تحت اسم عمان. وقد حدد علم الآثار في القرن العشرين معظم المدن الأخرى المدرجة في قائمة بليني، وقد خضع معظمها أو يخضع لأعمال تنقيب كبيرة.